# Aurelio Bianchi-Giovini

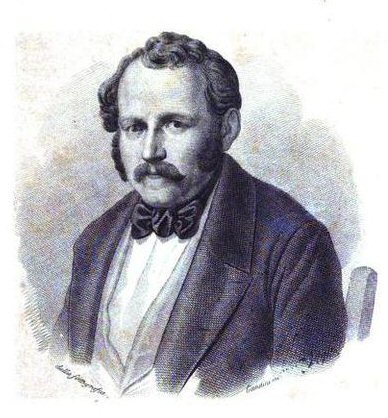

Aurelio Bianchi-Giovini, född den 25 november 1799 i Como, död den 16 maj 1862 i Neapel, var en italiensk hävdatecknare och journalist. 
Bianchi-Giovini lämnade 1830 Italien för att undgå den österrikiska polisens förföljelser och bosatte sig i den schweiziska kantonen Ticino. Där uppsatte han 1835 tidningen II repubblicano della Svizzera italiana och började 1837 sin stort anlagda Storia dei papi, vilket arbete likväl aldrig fullbordades (12 band utkom). Den historiska monografien Vita di fra Paolo Sarpi (1836), som upplevde flera upplagor, utgör en förstudie därtill. År 1842 begagnade sig Bianchi-Giovini av den amnesti som den österrikiska regeringen utfärdat 1838 och slog sig ned i Milano, där han utövade en omfattande litterär verksamhet. 1848 begav han sig till Turin och övertog redaktionen av tidningen Opinione, i vilken han på det skarpaste bekämpade österrikarna och påvens världsliga makt. 1853 uppsatte han tidningen L'unione, som han redigerade till sin död.